# 초막절

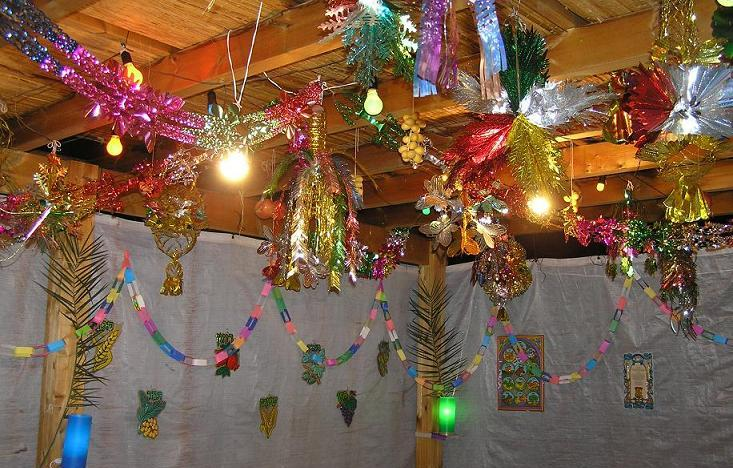

초막절(Sukkot)은 유월절(무교절), 칠칠절(오순절, 맥추절)과 함께 구약성경에 나오는 3대 절기 중 하나이다. 가을절기의 대표 절기이자 1년 중 마지막에 당하는 절기로 가을 농작물을 거두는 시기에 추수에 대한 감사의 의미도 담고 있는 절기이다. 추수절, 장막절, 수장절, 구려절로도 불린다.

## 초막절의 의미
초막절의 의미는 이름처럼 “풀로 집(장막)을 짓는 것을 기념하는 절기”이다. 초막절에 관한 하나님의 명령은 레위기 23:33-44과 신명기 16:13-15에 나온다. 민수기 29:12-39에는 초막절이라는 이름이 빠진 채로 초막절 절기에 드릴 제사에 대해 자세히 다루고 있다.

## 시기
레위기에 23:34, 39에 따르면, 히브리력 7월 15일 첫 날과 8일째 되는 7월 22일 마지막 날에 큰 성회를 열었으며, 그 사이 7일 동안 절기를 지킨다. 레 23:39과 신 16:13에 따르면 토지의 소산 거두기를 마치고 추수한 것을 저장하는 것을 마치는 때이다. 오늘날 이스라엘은 초막절을 수콧이라 부르며, 추분과 가까운 음력 대보름 저녁부터 초막절을 시작한다. 시기적으로 우리나라 추석과 격년으로 날짜가 거의 겹친다. 다른 격년에는 1달 차이가 난다. 즉 양력으로 9월 말~10월 말 사이에 온다.

## 초막절의 의의
레위기 23:43에 따르면, 하나님께서 이스라엘 백성에게 초막절을 지키게 함으로써, 하나님께서 이스라엘을 애굽에서 인도하신 후 광야 생활 중에 초막에 거주하게 한 줄을 이스라엘 대대로 알게하려는 것이었다. 풍성한 결실을 주신 하나님께 감사하면서, 광야 40년간 함께 하셨던 하나님을 자손 대대로 기억하게 하려는 것이다.
신명기 16:15절에 따르면, 하나님께서 주신 모든 풍성한 수확을 감사하며 즐거워하도록 초막절을 지키게 하셨다.

## 초막절의 중요성
초막절은 구약 이스라엘 백성이나 신약 초대교회 성도들에게 매우 중요한 절기이다. 스가랴서에서는 초막절을 지키지 않으면 재앙을 받고 비를 받지 못한다는 경고가 기록되어 있다. 즉 초막절을 지키면 재앙에서 신이 보호를 해주겠다는 약속을 받는 것이다. 신약에서는 요한복음에 예수가 초막절을 지킨 기록이 있으며, 생명수의 축복을 약속하였다. 즉 초막절을 지켜야 영혼이 영적 갈증에서 해소되어 구원을 받는다는 뜻을 내포하고 있다. 이 생명수는 성령을 의미한다고 기록되어 있다. 

## 같이 보기
- 종려주일